# Iste

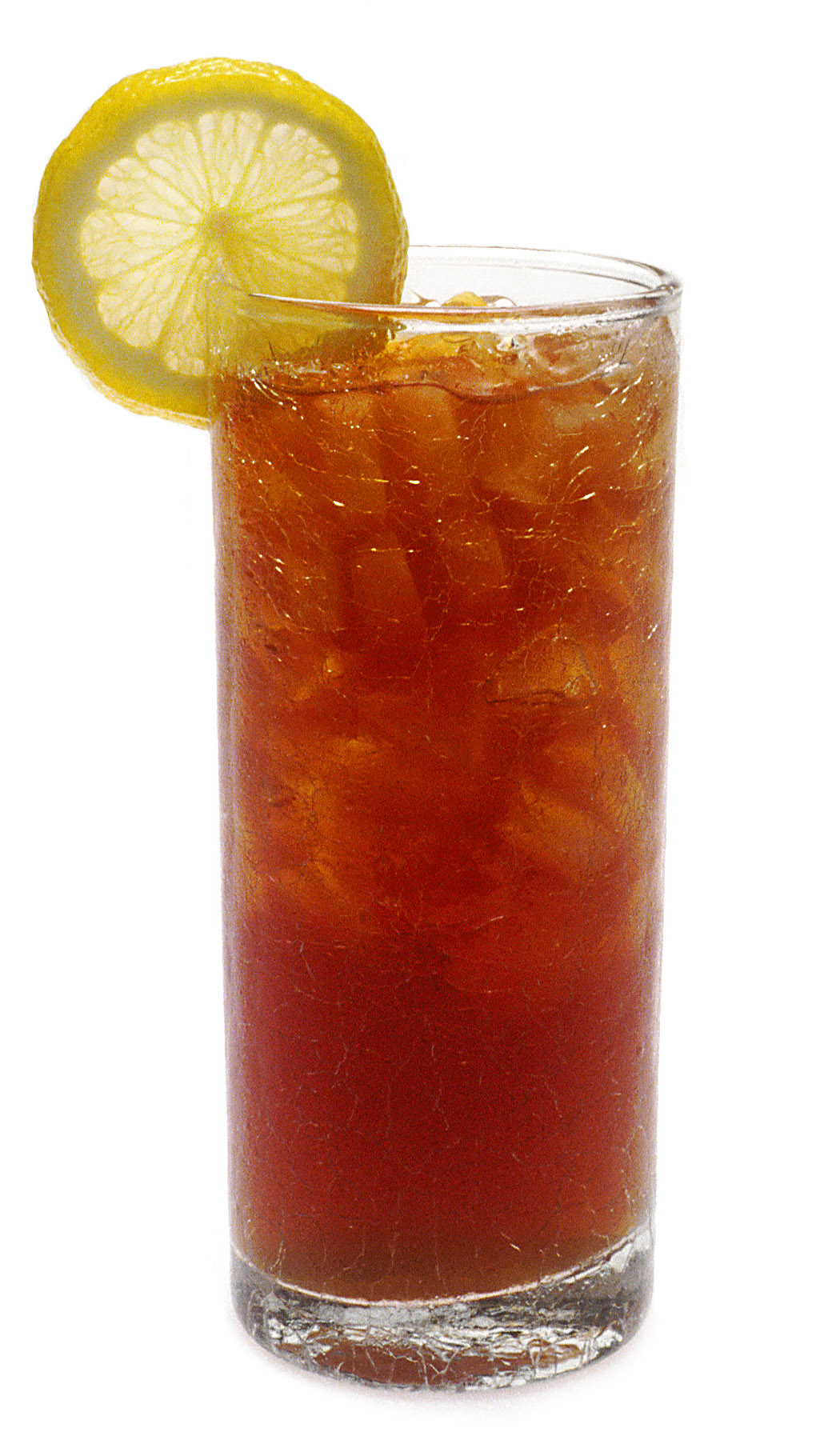
Ett glas med iste.

Iste är en dryck som innehåller kallt te. Drycken är gjord på bland annat svart teextrakt, socker och fruktjuice, till exempel citron.
Drycken omnämns redan 1839 i kokboken The Kentucky Housewife av fru Lettice Bryanon. 1879 publicerades ett recept på sött iste med citron för första gången, i Marion Cabell Tyrees bok Housekeeping in Old Virginia.
I USA ökade isteets popularitet i samband med att Richard Blechynden (kommissionär för indiskt svart te) en varm sommardag 1904, under världsutställningen i St. Louis, serverade gratis – och kallt – te för alla förbipasserande. Blechynden hade då kylt teet genom att leda det genom iskylda rör. Servering av både varmt te och iste skedde dock på många ställen under världsutställningen, även om utomhustemperaturen gjorde isteet mest populärt.